# Closer: Nové případy
Closer: Nové případy (v anglickém originále Major Crimes) je americký televizní seriál z prostředí policie Los Angeles (LAPD). Jedná se o spin-off seriál navazující na pořad Closer. Premiérově běžel na americké televizní stanici TNT od 13. srpna 2012 do 9. ledna 2018. Vytvořili ho James Duff, Michael M. Robin a Greer Shephard ve spolupráci s Warner Bros. Television. 

## Děj
Na začátku první série, po odchodu zástupkyně náčelníka Brendy Leigh Johnsonové, který zasáhl celé policejní oddělení, stála kapitánka Sharon Raydorová před obtížnými úkoly. Nastoupila na Brendinu pozici jako vedoucí Prioritního oddělení závažných případů. Jelikož bývala příslušnicí vnitřních záležitostí, mnozí členové jejího oddělení jí nedůvěřovali. Nová kontroverzní pravidla která zavedla, měla při vyšetřování na místech činu nezamýšlené důsledky. Navíc, nová úsporná politika losangeleské policie, která spočívala v uzavírání dohod se zločinci namísto toho, aby z nich vymáhala přiznání, vyvolávala další nevoli mezi řadovými příslušníky, zejména u staršího důstojníka a zástupce velitele oddělení závažných zločinů, poručíka Provenzy.
Pěstounský syn Sharon Raydorové, Rusty Beck, kterého později adoptovala, vnesl do Sharonina osobního života další drama, které však začalo pronikal i do jejího života profesního. Neboť Rusty byl klíčovým očitým svědkem v procesu se sériovým vrahem Phillipem Strohem. Při osvojení Rustyho ho Sharon přihlásila do stejné katolické školy, do které kdysi chodily její, v té době již dospělé děti.
V seriálu hrála řada herců, kteří pokračovali ve svých rolích z předcházejícího seriálu Closer. Jmenovitě: Mary McDonnellová, G. W. Bailey, Tony Denison, Michael Paul Chan, Raymond Cruz, Phillip P. Keene, Robert Gossett, Jonathan Del Arco a Jon Tenney. K nim se připojili Graham Patrick Martin jako Rusty Beck a Kearran Giovanni jako detektiv Amy Sykesová, jediná hlavní postava, která v seriálu Closer nebyla. (Rusty se v seriálu Closer objevil, a to ve dvou závěrečných epizodách.)

## Obsazení

### Hlavní role
- Mary McDonnellová jako Sharon Raydorová, kapitánka (později velitelka) LAPD
- G. W. Bailey jako Louie Provenza, detektivní poručík LAPD, zástupce velitele oddělení Prioritních vražd
- Tony Denison jako Andy Flynn, detektiv poručík LAPD
- Michael Paul Chan jako Michael Tao, detektiv poručík LAPD, specialista na IT
- Raymond Cruz jako Julio Sanchez, detektiv LAPD, specialista na zbraně a gangy
- Phillip P. Keene jako Buzz Watson, forenzní dokumentarista, specialista na video a audio záznamy
- Robert Gossett jako Russell Taylor, velitel LAPD
- Jonathan Del Arco jako Dr. Fernando Morales, patolog a koroner
- Jon Tenney jako Fritz Howard, vrchní zvláštní agent Federálního úřadu pro vyšetřování (FBI), od šesté série styčný agent mezi FBI a LAPD
- Graham Patrick Martin jako Rusty Beck, adoptivní syn Sharon a očitý svědek v případu Phillipa Stroha
- Kearran Giovanni jako detektiv Amy Sykesová, nová policejní důstojnice

## Vysílání
| Řada | Díly | Premiéra v USA  | Premiéra v USA  | Premiéra v ČR     | Premiéra v ČR     |
| Řada | Díly | První díl       | Poslední díl    | První díl         | Poslední díl      |
| ---- | ---- | --------------- | --------------- | ----------------- | ----------------- |
| 1    | 10   | 13. srpna 2012  | 15. října 2012  | 20. prosince 2016 | 29. prosince 2016 |
| 2    | 19   | 10. června 2013 | 13. ledna 2014  | 30. prosince 2016 | 17. ledna 2017    |
| 3    | 19   | 9. června 2014  | 12. ledna 2015  | 18. ledna 2017    | 5. února 2017     |
| 4    | 23   | 8. června 2015  | 14. března 2016 | 6. února 2017     | 28. února 2017    |
| 5    | 21   | 13. června 2016 | 12. dubna 2017  | 15. října 2017    | 4. listopadu 2017 |
| 6    | 13   | 31. října 2017  | 9. ledna 2018   | 8. července 2018  | 20. července 2018 |